# Neville Hayes
Neville Hayes (n. 2 decembrie 1943, Noul Wales de Sud, Australia – d. 28 iunie 2022) a fost un înotător ce a reprezentat Australia, medaliat olimpic. A participat la o ediție a Jocurilor Olimpice (1960) în care a câștigat 3 medalii de argint.